# Корри, Димитра
Димитра Корри (род. 17 июля 1992) —  греческая фигуристка, выступающая в женском одиночном разряде. Она является серебряным призёром EduSport Trophy 2018, бронзовым призёром Балканских игр 2018 года, четырёхкратным национальным чемпионом Греции (2014, 2017, 2018, 2019) и серебряным призёром  первенства Греции 2012 года.
Детство Корри прошло между Грецией и США. Она ходила в школу в Соединённых Штатах, а лето проводила в Греции.   Она свободно говорит на греческом и английском языках. 
Димитра начала кататься на коньках в возрасте шести лет и представляет Грецию на международном уровне с сезона 2011–2012 годов. Она выиграла национальный чемпионат Греции по фигурному катанию четырежды.   На чемпионате 2018 года она установила исторический национальный рекорд.